# A-đề-sa
Atisha (zh. 阿提沙, sa. atīśa, atiśa), dịch ý là "Người xuất chúng, xuất sắc", cũng được gọi là Nhiên Đăng Cát Tường Trí (zh. 燃燈吉祥智, sa. dīpaṅkaraśrījñāna, bo. jo bo rje dpal ldan a ti sha ཇོ་བོ་རྗེ་དཔལ་ལྡན་ཨ་ཏི་ཤ་). Là một Tỳ-khưu vĩ đại người Đông Ấn (982-1054), đã đóng góp rất nhiều trong việc truyền Phật giáo sang Tây Tạng. Sư chuyên nghiên cứu các phương pháp phát triển Bồ-đề tâm (sa. bodhicitta). Là Tổ của dòng Ma-kiệt-đa (sa. magadha) và thuyết sư tại đại học Siêu Giới (sa. vikramaśīla), Sư được mời qua Tây Tạng và sống ở đó 12 năm cuối đời mình. Sư là người sáng lập trường phái Kadampa (zh. 迦當派, bo. bka' gdams pa བཀའ་གདམས་པ་), gây ảnh hưởng rất lớn cho nền Phật giáo Tây Tạng, nhất là dòng Cách-lỗ (bo. gelugpa དགེ་ལུགས་པ་) của Tông-khách-ba (bo. tsong-kha-pa). Đệ tử quan trọng nhất của Sư là Lạc-mẫu-đông (hoặc Đông-đốn, bo. `brom ston འབྲོམ་སྟོན་, 1003-1064).
Thế kỉ thứ 10 được xem là thời đại truyền pháp lần thứ hai từ Ấn Độ qua Tây Tạng, thông qua vương triều miền Tây. Ban đầu nhà vua cử sứ giả qua Ấn Độ thỉnh Kinh, như dịch giả Rinchen Sangpo (bo. rinchen sangpo རིན་ཆེན་བཟང་པོ་). Về sau nhà vua mời hẳn một Luận Sư Ấn Độ và người đó là Atisha. Năm 1042, Sư bước chân vào đất Tây Tạng, sống ở Netang và bắt đầu giáo hoá.
Trong tác phẩm Bồ-đề đạo đăng (sa. bodhipathapradīpa), Sư trình bày toàn cảnh giáo pháp Đại thừa và chia hành giả theo ba căn cơ khác nhau:
1. Hạ sĩ: Loại người mong được tái sinh nơi tốt lành.
2. Trung sĩ: Loại người tu vì sự giác ngộ của chính mình (Tiểu thừa).
3. Thượng sĩ: Loại người tu vì sự Giác ngộ của tất cả chúng sinh (Bồ Tát).

Công trình chính của Atisha là xếp đặt thứ tự Kinh sách, không phổ biến bừa bãi. Sư là người đưa Bổn Tôn Đa-la (sa. tārā) trở thành một vị nữ Bổn Tôn quan trọng trong hệ thống đạo Phật Tây Tạng. Trong các tác phẩm, Sư thống nhất hai trường phái chính của Giáo Pháp Bát-nhã-ba-la-mật-đa: quan điểm tính Không (sa. śūnyatā) của Long Thụ (sa. nāgārjuna) và tính bao trùm của tâm thức giác ngộ theo Vô Trước (sa. asaṅga).